# 中華民國陸軍工兵第五四群
陸軍工兵第五四群，為中華民國國軍駐守於台南的陸軍部隊，編配在陸軍第八軍團，隊名「神斧部隊」。

## 任務
平時支援作戰區各部隊反恐應援任務之機動阻絕設置，災害發生時依令投入災害救援；戰時則實施作戰區內各港口封港、毀港作業，並針對重要灘岸構築灘岸阻絕，以及維護反擊部隊機動路線暢通。
歷年參與曾文水庫清淤、2014年高雄氣爆事故、2016年高雄美濃地震及大大小小風災之救援。

## 沿革
- 1954年，陸軍工兵第五四群原隸屬於陸軍第一軍團工兵指揮部第五七一工兵總隊。
- 1960年，嘉禾案改編為陸軍戰鬥工兵第五四群，編配陸軍第四三軍，曾分別派駐金門、馬祖、嘉義、澎湖等地。
- 1989年，陸精六號案，編配陸軍第八軍團後備指揮部，進駐臺南四分子營區。
- 1998年，精實案納編陸軍花東防衛司令部、陸軍澎湖防衛司令部及陸軍步兵第三三三師工兵營，為陸軍第八軍團直屬部隊。
- 2007年，精進案納編軍團各聯兵旅直屬工兵連，並移駐台南新化知義營區。

## 隊名由來
1988年，因執行「佳山專案」有功，奉前國防部部長湯曜明先生贈予「神工築起溪澗橋，斧威開闢山沿路」對聯，命名為神斧部隊。

## 隊徽涵意
「神斧」二字代表「神工築起溪澗橋，斧威開闢山沿路」之工兵精神，雙穗代表抗戰建國紀念及發揮抗戰建國精神之意。

隊徽中城堡圖樣，代表工兵是全軍的命脈，必須工兵健全，然後攻則能穿山越水，迅赴事機，勇猛邁進，所向克捷；守則能深溝高壘，無隙可尋，固守堅持，牢不可破。
黃金嘉禾代表陸軍軍隊北伐抗戰、戡亂所建立之豐功偉績，乃「寓兵於民」及「執干戈以衛社稷」之意。

## 引用
1. 1 2  【神斧部隊】54工兵群 （页面存档备份，存于），黃雋永，青年日報，中華民國國防部青年日報社，2017/04/03